# 枫树体育场
43°35′10.04″N 20°13′38.06″E / 43.5861222°N 20.2272389°E
枫树体育场（羅馬化：Stadion FK Javor）是一座位于塞尔维亚伊万尼察的多功能体育场，可容纳3,000人。它目前主要用于足球比赛，是伊万尼察枫树足球俱乐部的主场。

## 图集

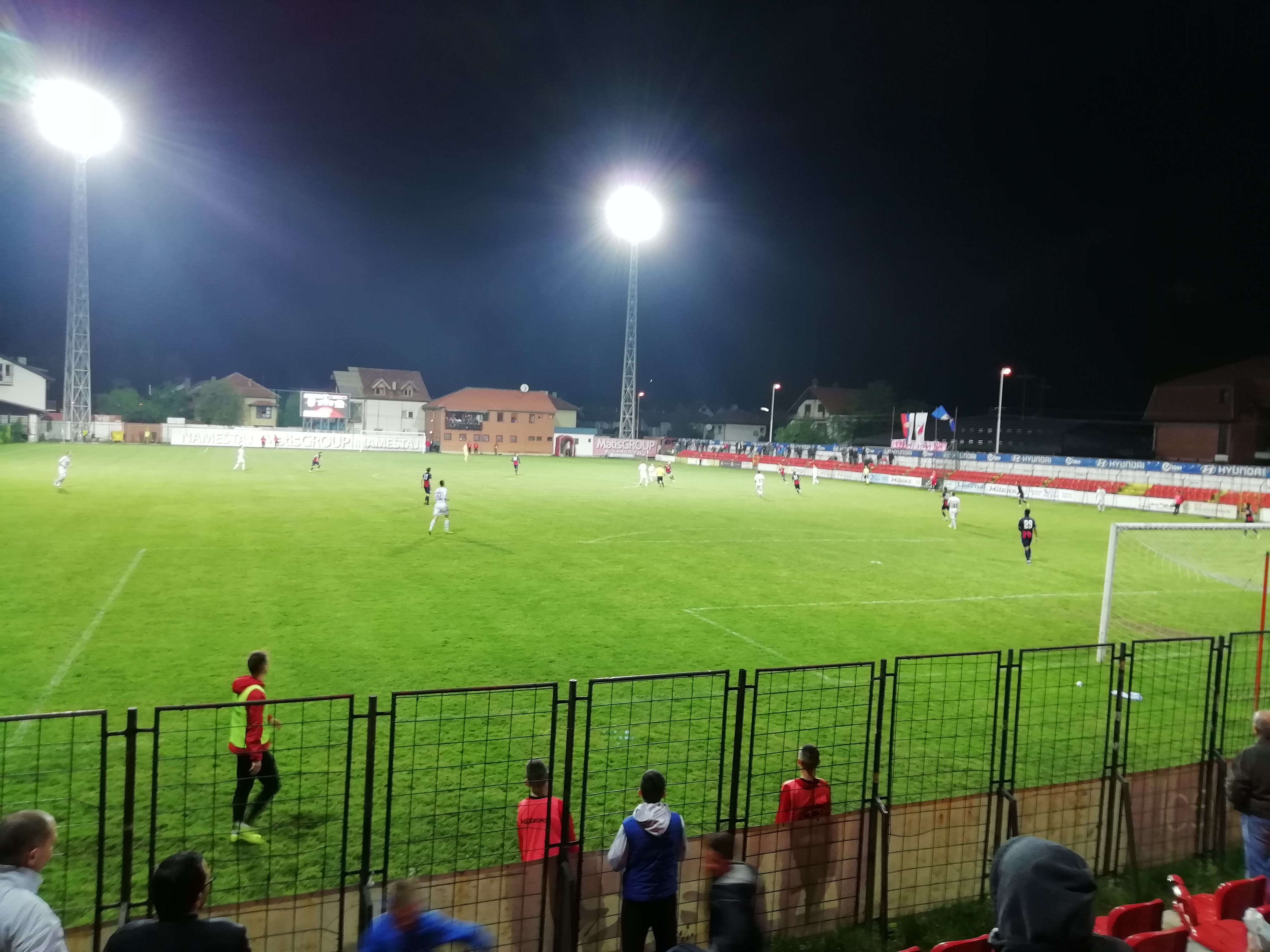
足球场夜景
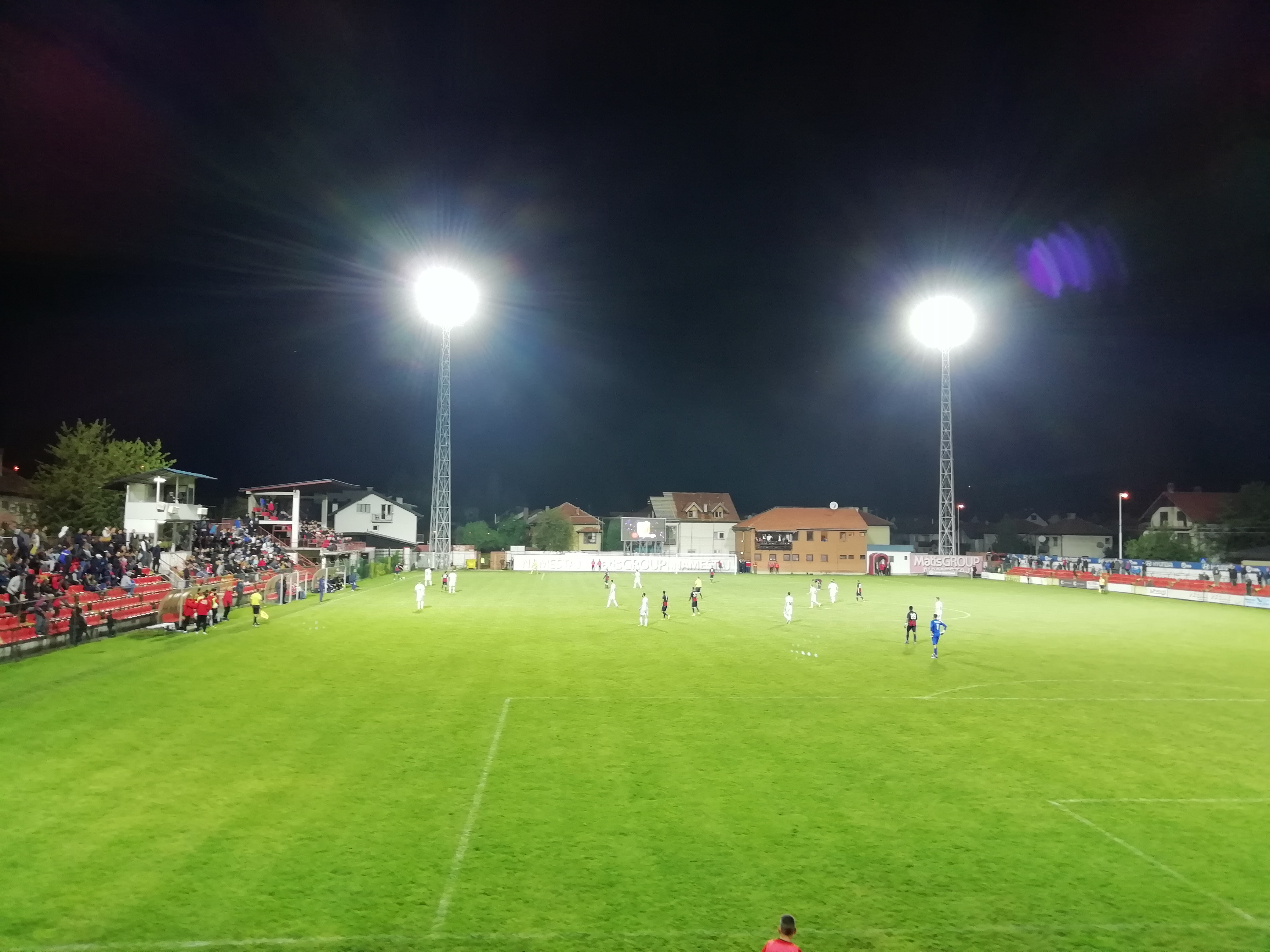
足球场南看台夜景